# Чернышев, Яков Логгинович
Яков Логгинович Чернышев (16 октября) 1826, Ростов, Российская империя — 8 июня 1906, Хельсинки) — влиятельный в Хельсинки финский купец русского происхождения, застройщик и строительный подрядчик, а также действительный статский советник.

## Биография
Отец Чернышева, Логгин Чернышев, был художником и стекольщиком, переехавшим из России в Хельсинки в конце 1830-х годов. Помимо прочего, он был временным рабочим строительного подрядчика Фёдора Киселёва. По-видимому, Яков начинал работать как помощник отца, став в 1850—1857 годах бухгалтером и бригадиром строительных работ участка крепости Суоменлинна, проводимых под началом купца и строительного подрядчика Петра Федосеева. В 1858 году он получил право заниматься купеческой деятельностью в Хельсинки, открыв затем бакалейную лавку.

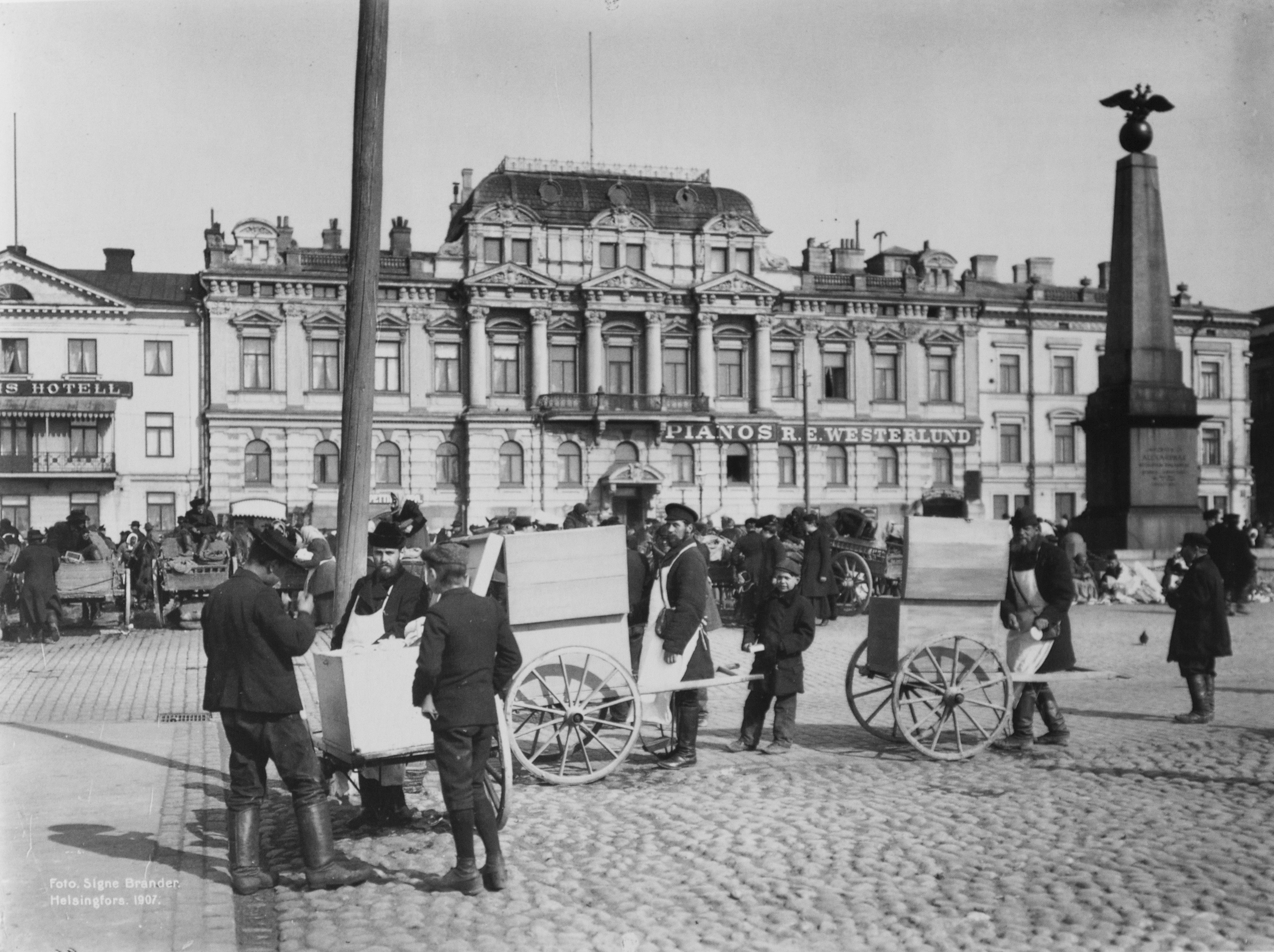
Доходный дом в стиле необарокко на Рыночной площади

Магазин находился в его собственном доме в районе Круунунхака по адресу Кирккокату 5.

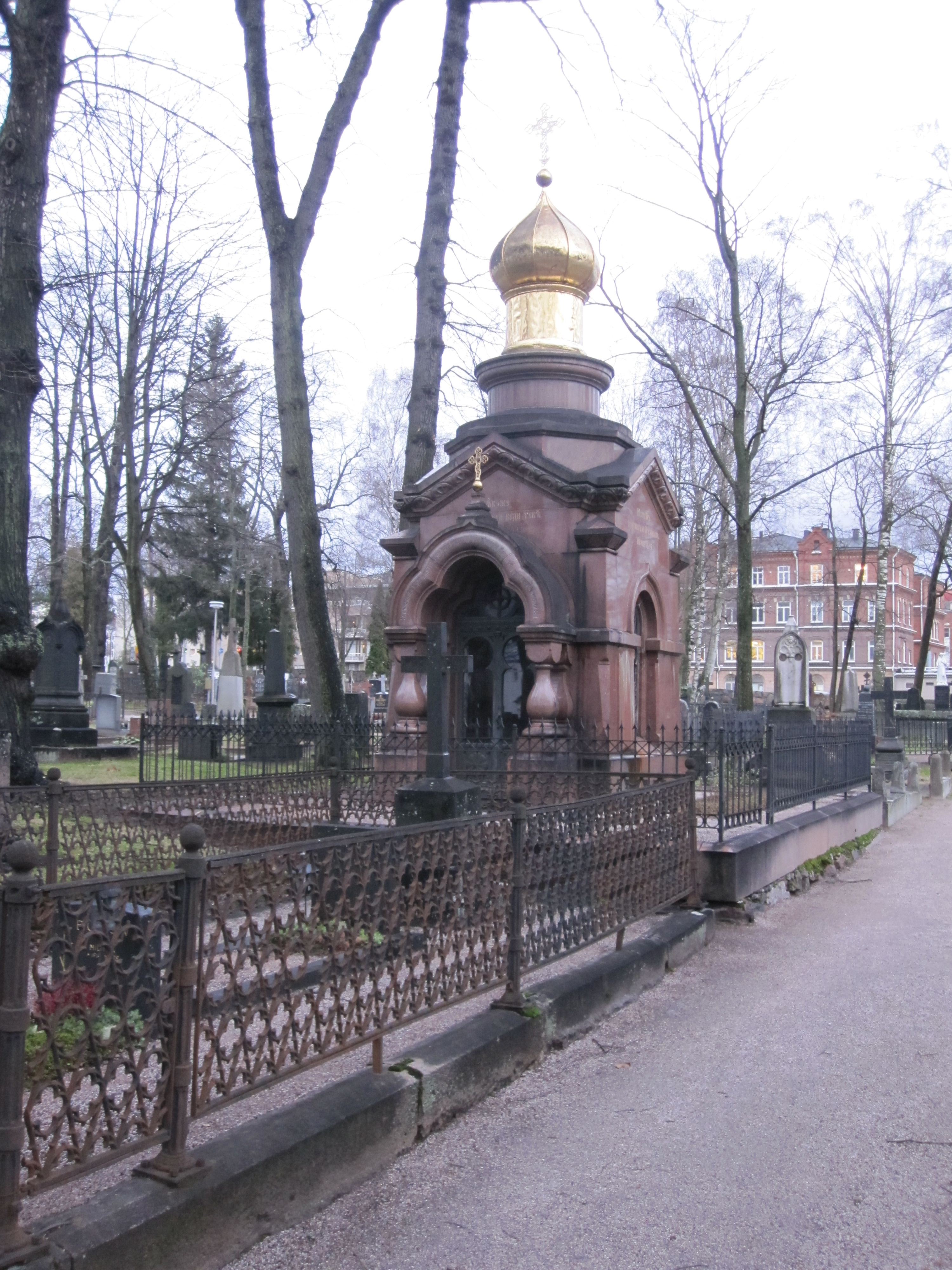
Могила Я. Л. Чернышева

Спустя десять лет Чернышев отошел от торговли, сосредоточившись на строительстве и недвижимости. Чернышев, в частности, являлся подрядчиком строительных работ Успенского собора и Александровского театра, а также старостой Успенского собора в 1868—1871 годах и с 1897 года до своей смерти. Яков приобрел в собственность ряд известных зданий Хельсинки, среди которых была вилла Каллиолинна, находящаяся в парке Кайвопуйсто, и торговый дом Хейденштраух, расположенный на рыночной площади. Торговый дом стал доходным домом, а Чернышев провел в нём ряд значительных изменений. Архитектором К. Ф. Киселёвым фасад здания был оформлен в модном в России стиле необарокко. Печатные издания того времени раскритиковали изменения фасада, называя их безвкусными. В настоящее время в полностью перестроенном здании находится посольство Швеции в Финляндии.
В 1868 году Чернышев получил звание коммерции советника, в 1891 — чин статского советника, а в 1905 году — действительного статского советника. Два последних чина не присваивались никому из русских в Финляндии, так что Чернышева можно назвать самым уважаемым русским гражданином в Хельсинки. Он был кавалером нескольких орденов и состоял в хороших отношениях с генерал-губернатором Финляндии Николаем Бобриковым. Чернышев также оказывал значительное влияние на православный церковный приход в Хельсинки, будучи его щедрым покровителем. В 1905 году приходской дом на Лиисанкату был перестроен практически полностью на его средства. Домовую церковь освятили в честь апостола Иакова и его жены, Великомученицы Екатерины (по именам Якова и его жены). Чернышев был женат два раза, но оба брака были бездетными.